# Målteori
Målteori er en gren af matematisk analyse, der undersøger σ-algebraer, mål, målelige afbildninger og integraler.
Begrebet mål er en generalisation af begreber som "længde", "areal" og "volumen" (om end ikke alle dets anvendelser har med fysiske størrelser at gøre). Uformelt er et mål, givet en grundmængde, en tillæggelse af bestemte "størrelser" til (nogle af) delmængderne af grundmængden. Afhængende af anvendelsen kan "størrelsen" af en delmængde opfattes som (f.eks.) mængdens fysiske størrelse, størrelsen af mængdens indhold eller sandsynligheden for at en stokastisk proces giver et resultat, der ligger i mængden. Den primære anvendelse af mål er at definere generelle begreber om integration over områder med mere komplekse strukturer end intervaller på den reelle akse. Sådanne integraler anvendes i høj grad i sandsynlighedsteori og i en del af matematisk analyse.
Det er ofte ikke muligt eller ønskeligt at give en størrelse til alle delmængder af grundmængden, så et mål forlanges ikke at gøre det. Der er bestemte konsistenskrav, der bestemmer, hvilke kombinationer af delmængder, der skal tillægges mål; disse krav er samlet under begrebet σ-algebra.

## Definition
Formelt er et mål en afbildning μ defineret på en σ-algebra Σ i en mængde X, som tager værdier på det udvidede interval [0,∞], og som opfylder følgende egenskaber:
- Den tomme mængde har mål nul:

{\displaystyle \mu (\emptyset )=0}.
- Tællelig additivitet eller σ-additivitet: Hvis A1, A2, ... er en tællelig følge af parvis disjunkte mængder i Σ, så er målet af foreningen af alle Ai lig summen af målene af hvert Ai:

{\displaystyle \mu \left(\bigcup _{i=1}^{\infty }A_{i}\right)=\sum _{i=1}^{\infty }\mu (A_{i}).}
Dette krav kan ved fortolkningen i indledningen forstås som, at det samlede volumen af forskellige legemer blot er summen af de enkelte voluminer, eller at sandsynligheden for at foreningen af disjunkte hændelser indtræffer (dvs. at mindst en af hændelserne indtræffer), er lig summen af de enkelte sandsynligheder.
Parret (X,Σ) kaldes et måleligt rum, og sammen med målet fås et såkaldt målrum, (X,Σ,μ). Mængderne i Σ kaldes de målelige mængder.
Et sandsynlighedsmål er et mål med total masse 1 (dvs. μ(X) = 1); et sandsynlighedsrum er et målrum, hvor målet er et sandsynlighedsmål.
For målrum der også er topologiske rum, kan man definere egenskaber ved målet ud fra topologien. De fleste mål, der optræder i praksis i analyse (og i mange tilfælde også i sandsynlighedsteori) er såkaldte Radonmål.

## Egenskaber
Adskillige egenskaber kan udledes fra definitionen på målet.

### Voksende
Målet μ siges at være voksende: Hvis A1 og A2 er målelige mængder med A1 ⊆ A2, da er μ(A1) ≤ μ(A2).

### Mål på uendelige foreninger
Målet er subadditivt: Hvis A1, A2, ... er en tællelig følge af mængder i Σ (som ikke nødvendigvis er disjunkte), så er
{\displaystyle \mu \left(\bigcup _{i=1}^{\infty }A_{i}\right)\leq \sum _{i=1}^{\infty }\mu (A_{i})}.
Målet er opadkontinuert: Hvis A1, A2, ... er målelige mængder, og An ⊆ An+1 for alle n, så er foreningen af mængderne målelig, og 
{\displaystyle \mu \left(\bigcup _{i=1}^{\infty }E_{i}\right)=\lim _{i\to \infty }\mu (E_{i})}.

### Mål på uendelige fællesmængder
Målet er nedadkontinuert: Hvis A1, A2, ... er målelige mængder, og An+1 ⊆ An for alle n er fællesmængden af mængderne en målelig mængde, og, hvis mindst en af mængderne har endeligt mål, gælder der, at
{\displaystyle \mu \left(\bigcap _{i=1}^{\infty }A_{i}\right)=\lim _{i\to \infty }\mu (A_{i})}.
Denne egenskab gælder ikke uden antagelsen om, at mindst en af mængderne har endeligt mål. Definer for eksempel for n ∈ N
{\displaystyle A_{n}=[n,\infty )\subseteq \mathbb {R} .}
Denne mængde har uendeligt mål, men fællesmængden af mængderne er tom.

## Sigma-endelige mål
Uddybende artikel: Sigma-endelige mål
Et målrum (X,Σ,μ) kaldes endeligt, hvis μ(X) er et endeligt reelt tal (og ikke ∞). Rummet kaldes σ-endeligt, hvis X kan opdeles i en tællelig forening af målelige mængder, der hver især har endeligt mål. En mængde i et målrum siges at have σ-endeligt mål, hvis den er en tællelig forening af mængder med endeligt mål.
For eksempel er de reelle tal med Lebesguemålet (som er intervallængden på ethvert interval) et σ-endeligt målrum, der ikke er endeligt. Betragt for alle k i Z de lukkede intervaller [k,k+1]; der er tælleligt mange sådanne intervaller, der hver har mål 1, og deres forening er hele den reelle tallinje. Betragt nu i stedet de reelle tal med tællemålet, der sender en delmængde af de reelle tal i antallet af elementer i mængden. Dette målrum er ikke σ-endeligt, da enhver mængde med endeligt mål kun indeholder endeligt mange punkter, og det ville kræve overtælleligt mange af sådanne mængder at dække hele den reelle tallinje. De σ-endelige målrum har nogle meget bekvemme egenskaber; σ-endelighed kan i denne forstand sammenlignes med separabilitet af topologiske rum.

## Fuldstændighed
Lad (X,Σ,μ) betegne et målrum. En mængde A ⊆ X kaldes en nulmængde, hvis der findes en mængde N i Σ, så A ⊆ N og μ(N) = 0. (I nogen litteratur kaldes en sådan mængde en negligibel mængde og en målelig negligibel mængde kaldes da en nulmængde.) Et mål kaldes fuldstændigt, hvis enhver nulmængde er målelig (eller, med den alternative definition, hvis enhver negligibel mængde er målelig).
Et mål kan udvides til et fuldstændigt mål ved at betragte σ-algebraen frembragt af delmængder Y, der afviger med en nulmængde fra en målelig mængde X; dvs. at den symmetriske differens på X og Y er en nulmængde. Da kan μ(Y) defineres til at være lig μ(Y). En sådan fuldstændiggørelse kan også opnås ved Carathéodorys konstruktion med ydre mål.

## Eksempler
Herunder følger en række vigtige mål.
- Tællemålet er defineret som μ(S) = antal elementer i S.
- Lebesguemålet er det entydige fuldstændige translationsinvariante mål på en σ-algebra, der indeholder intervallerne i R, så μ([0,1]) = 1.
- Haarmålet på en lokalt kompakt topologisk gruppe er en generalisering af Lebesguemålet og har en lignende entydighedsegenskab.
- Hausdorffmålet er en modifikation af Lebesguemålet til nogle fraktaler.
- Ethvert sandsynlighedsrum giver anledning til et mål, der tager værdien 1 på hele rummet (og derfor tager værdier i enhedsintervallet [0,1]). Et sådant mål kaldes et sandsynlighedsmål.
- Diracmålet μa er givet ved μa(S) = χS(a), hvor χS er indikatorfunktionen af S. Målet af en mængde er 1, hvis mængden indeholder punktet a og 0 ellers.

## Ikkemålelige mængder
Uddybende artikel: Ikkemålelig mængde
Under antagelse af udvalgsaksiomet gælder, at ikke alle delmængder af det euklidiske rum er Lebesguemålelige; eksempler på mængder, der ikke er, er Vitalis mængde, og de ikke-målelige mængder, der postuleres i Hausdorffparadokset og Banach-Tarski-paradokset.